# Phragmatobia brunnea-marginata
Phragmatobia brunnea-marginata là một loài bướm đêm thuộc phân họ Arctiinae, họ Erebidae.